# Câmpia Padului

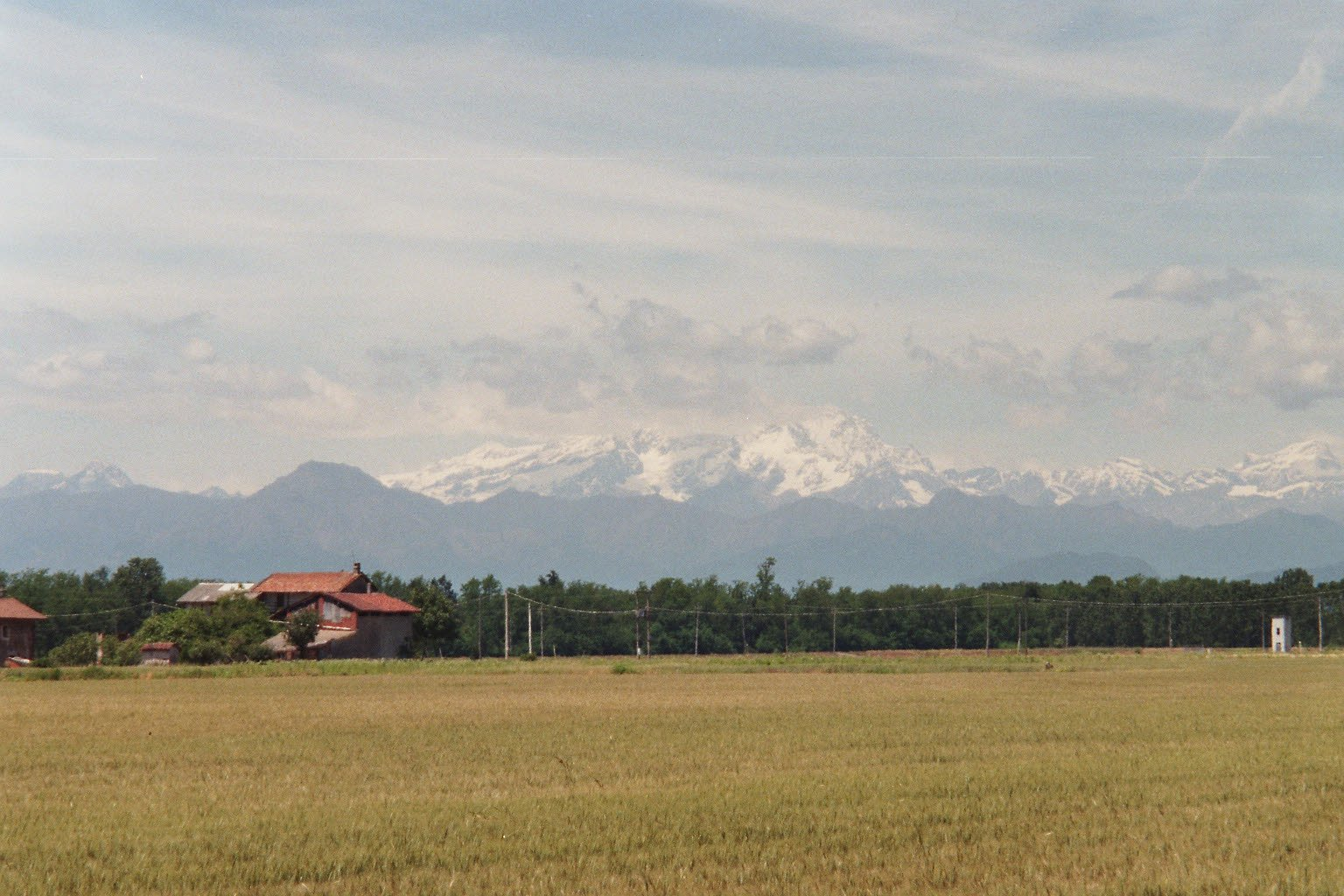
Câmpia Padului

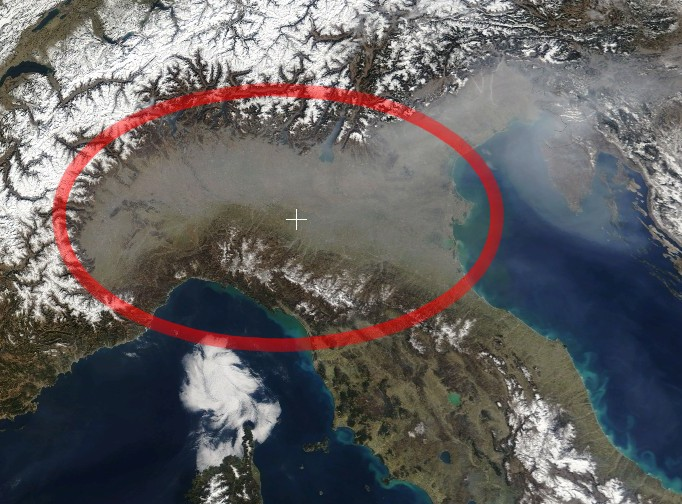
Câmpia Padului

Câmpia Padului (ital. Pianura Padana) este o câmpie roditoare situată pe cursul Padului și ocupă o suprafață  de aproximativ 50.000 km². Câmpia a luat naștere în terțiar prin sedimentele aduse de apele curgătoare din Alpi. Pe direcția est-vest câmpia are o lungime de 400 km și o lățime între 70 și 200 km. La nord și vest câmpia are un relief deluros fiind limitată de munții Alpi, iar la sud de munții Apenini. La est este mărginită de coasta Mării Adriatice, unde Padul se varsă printr-o deltă largă. Câmpia Padului este regiunea cu populația cea mai deasă și pământul cel mai roditor din Italia. Aici se cultivă sfeclă de zahăr, viță de vie și cereale ca: porumb, orez și grâu. Clima regiunii este o climă continentală cu veri calde și ierni reci. Între anii 1796-1797 la Războaiele napoleniene din Câmpia Padului au participat și regimente de grăniceri din Transilvania.

## Localități
Piemont
Torino, Novara, Alessandria
Lombardia
Milano, Brescia, Monza, Bergamo, Pavia, Lodi, Cremona, Mantua
Veneția
Padua, Veneția, Verona, Vicenza, Treviso
Emilia-Romagna
Bologna, Parma, Modena, Reggio nell'Emilia, Ravenna, Ferrara, Forlì, Piacenza